# فریتز اورسل
فریتز اورسل (انگلیسی: Fritz Ursell; ۲۸ آوریل ۱۹۲۳ – ۱۲ مهٔ ۲۰۱۲) ریاضی‌دان اهل بریتانیا بود که به دلیل مطالعاتش بر روی روابط دینامیک سیالات مشهور گشت.